# 上野瞭
上野 瞭（うえの りょう、1928年8月16日 - 2002年1月27日）は、日本の児童文学作家。
息子の上野宏介はイラストレーター。

## 来歴・人物
京都府京都市生まれ。本名は瞭（あきら）。父は炭や米を扱う商人で、戦後は食糧公団に勤め、京都米穀株式会社の役員となるが、晩年は不遇だった。母は眼を病んでいた。6人兄弟の長男。第二錦林尋常小学校時代から「少年倶楽部」を愛読するが、「よい子」「頑張る子」「できる子」への反発から佐藤紅緑と佐々木邦だけは読まなかった。
京都市立第二商業学校時代に太平洋戦争が開戦し、舞鶴へ学徒動員に送られる。立命館専門学校二部在学中から「木馬」「子ども・詩の国」に童話を発表し始める。同志社大学文学部文化学科に編入し、哲学を専攻して卒業。1952年に平安高校の国語教師となり、同人誌「児童文学界」に作品を書く。
1954年に岩本敏男らと児童文学同人誌「馬車」を創刊。乙骨淑子と雑誌「こだま」を通じて交流を持つ。1958年にいぬいとみこ、佐野美津男、神宮輝夫、古田足日らの「児童文学実験集団」に参加。1963年より思想の科学研究会にも参加。
今江祥智のすすめで1967年に『戦後児童文学論 「ビルマの竪琴」から「ゴジラ」まで』を出版。児童文学評論家となる。奈良佐保女学院短期大学、同志社女子大学教授も務め、児童文化を講じた。
1983年の『ひげよ、さらば』は、チャールズ・ブロンソンの『さらば友よ』から着想した猫を登場人物にしたハードボイルド仕立ての作品で、刊行と同時に話題を呼び第23回日本児童文学者協会賞を受賞。NHKで『ひげよさらば』として人形劇化された。
一般小説も手掛け、『砂の上のロビンソン』は映画・舞台・テレビドラマ化され、『アリスの穴の中で』は第3回山本周五郎賞の候補作に残るなど、この分野でも高い評価を受けた。
2002年1月27日、胆管癌のため死去。享年73。

## 著作

### 児童文学
- 『ゲリラ隊の兄弟』（金の星社） 1959年
- 『空は深くて暗かった』（三一書房、高校生新書） 1965年
- 『ちょんまげ手まり歌』（理論社） 1968年、のちフォア文庫 - 解説:新村徹
- 『目こぼし歌こぼし』（あかね書房） 1974年、のち講談社文庫 - 解説:鶴見俊輔
- 『日本宝島』（理論社） 1976年
- 『もしもしこちらライオン』（理論社） 1978年
- 『もしもし、こちらオオカミ』（小学館） 1980年、のち小学館てんとう虫ブックス - 解説:灰谷健次郎
- 『ひげよ、さらば 』（理論社） 1982年、のち新潮文庫 - 解説:鶴見俊輔
- 『さらば、おやじどの』（理論社） 1985年、のち新潮文庫 - 解説:河合隼雄、復刻版 - 解説:酒寄進一
- 『そいつの名前は、はっぱっぱ』（理論社） 1985年
- 『そいつの名前はエイリアン』（あかね書房） 1994年
- 『グフグフグフフ』（あかね書房） 1995年
- 『もしもし、こちらメガネ病院』（理論社） 1995年

### 一般小説
- 『砂の上のロビンソン』（新潮社） 1987年、のち文庫
- 『アリスの穴の中で』（新潮社） 1989年
- 『三軒目のドラキュラ』（新潮社） 1993年

「三軒目の誘惑」のタイトルでテレビドラマ化された。

### 評論・エッセイ
- 『戦後児童文学論』（理論社） 1967年
- 『ちょっと変わった人生論』（三一書房、高校生新書） 1967年

収録された反戦詩「教訓ソノ一」は、加川良に転用されてプロテストソング「教訓1」としてヒット。後に畠山みどりがカバーする際に権利関係の問題が生じたため、作詞者としてクレジットされた。
- 『わたしの児童文学ノート』（理論社） 1970年
- 『現代の児童文学』（中央公論新社） 1972年
- 『ネバーランドの発想 児童文学の周辺』（すばる書房盛光社） 1974年
- 『子どもの国の太鼓たたき』（すばる書房） 1976年
- 『われらの時代のピーター・パン』（晶文社） 1978年
- 『アリスたちの麦わら帽子 児童文学者の雑記帖』（理論社） 1984年
- 『日本のプー横丁 私的な、あまりにも私的な児童文学史』（光村図書出版） 1985年
- 『晴れ、ときどき苦もあり』（PHP研究所） 1992年
- 『ただいま故障中 わたしの晩年学』（晶文社） 1998年
- 『宝島へのパスポート』（今江祥智, 山下明生共著、解放出版社） 1998年
- 『映画をマクラに』（解放出版社） 1999年
- 『猫の老眼鏡』（同志社女子大学児童文化研究室） 2003年 - 有志による小冊子
- 『晩年学通信 最後の日記抄・闘病記』（同志社女子大学児童文化研究室） 2003年 - 有志による小冊子

### 編著
- 『田島征三』（すばる書房） 1978年
- 『絵本・猫の国からの挨拶』（すばる書房） 1978年
- 『空想の部屋』（世界思想社、叢書児童文学3） 1979年
- 『想像力の冒険 ～わたしの創作作法～』（今江祥智, 灰谷健次郎共著、理論社） 1981年
- 『児童文学アニュアル1982』（共著、偕成社） 1982年

## 翻訳
- 『オルリー空港22時30分』（ポール・ベルナ、学習研究社） 1968年
- 『ながぐつをはいたねこ』（シャルル・ペロー、あかね書房） 1969年
- 『ファーブルこん虫記』（ファーブル、文研出版） 1970年
- 『マーマレード・ジムのぼうけん』（アラン・シリトー著 あかね書房） 1971年）
- 『カイツブリ号の追跡』（R=ピルキントン、学習研究社） 1972年
- 『小さな船長の大ぼうけん』（パウル・ビーヘル、あかね書房） 1979年
- 『小さな船長と七つの塔』（パウル・ビーヘル、あかね書房） 1980年
- 『アーサーのめがね』（マーク・ブラウン、佑学社） 1981年

## 関連書籍
- 村瀬学『児童文学はどこまで闇を描けるか - 上野瞭の場所から』JICC出版局、1992年2月。
- 上野瞭を読む会・編著『上野瞭を読む 「ひげよ、さらば」の作家』創元社、2020年1月。